# Luis Martín-Santos
Luis Martín-Santos, född 11 november 1924 i Larache, Marocko, död 21 februari 1964 i Vitoria, Spanien, var en spansk författare och psykiatriker. Hans roman Tiempo de silencio (1962) anses vara ett av de främsta prosaverken inom spansk 1900-talslitteratur.